# Solon van Athene
Solon van Athene (Oudgrieks: Σόλων) (Athene, circa 636 – circa 558 v.Chr.) is de oudst bekende Atheense dichter en een van de eerste beroemde wetgevers en politici van zijn stad. Naast elegieën schreef Solon ook veel jambische poëzie. Nog in de 4e eeuw zongen jongelui tijdens de Apaturia zijn elegieën. De uitvoerigste biografie van Solon is geschreven door Plutarchus.

## Solons afkomst[3]
Execestides, de vader van Solon, was arm maar van oud-Atheense adel: zijn stamboom ging terug op koning Codrus. Van moederszijde was Solon familie van Pisistratos. Execestides was zo vrijgevig, dat het gezin tot armoede verviel. De jonge Solon wilde niet afhankelijk zijn van anderen en trok als zeeman-zakenman de wereld in. Zo kon hij tevens de zeden en gebruiken van vreemde volkeren leren kennen. De zeevaart was in de oudheid levensgevaarlijk. En wie zich blootstelt aan gevaar, kan ook genieten van het goede der aarde, zoals blijkt uit zijn dichtregels. Dat Solon vooraanstaand was, maar niet rijk, bevestigt ook Aristoteles.

## Solon als een van de Zeven Wijzen
Het archaïsche Hellas rekende Solon de Athener onder de zogenaamde Zeven Wijzen, meestal politieke leiders, rond wie legenden welig tierden. Aan elke wijze wordt een aantal spreuken toegeschreven. Aan Solon schrijft men de waarschuwing tegen hybris toe:
- "Μηδέν άγαν" = "niets te veel!" of beter vertaald: "alles met mate!"
- Lof van de eunomia (= degelijk bestuur door goede wetten).

Over Solon en de Zeven Wijzen schrijft ook Diogenes Laërtius.

## De kwestie Salamis[6]
Rond 600 v.Chr. was Athene in oorlog met Megara om het eiland Salamis, maar slaagde er niet in de overhand te krijgen. Ten slotte besloot men de strijd op te geven en bepaalde dat niemand de kwestie Salamis nog mocht aanroeren op straffe des doods. Solon schreef een propagandistisch gedicht, deed of hij gek was geworden en droeg het op de markt voor. Zo spoorde hij het volk aan om Salamis te veroveren. De strijd werd hervat met Solon als opperbevelhebber. Pisistratos zou naast hem een prominente rol hebben vervuld. Door een list weet hij het eiland onder Atheense heerschappij te brengen. Als naderhand Megara en Athene elkaar het bezit van het eiland blijven betwisten vraagt men de Spartanen om als scheidsrechter op te treden. Volgens Diogenes Laërtius zou Solon de Atheners ook hebben opgeroepen de Thracische Chersonnesus te veroveren.

## Solons rol in deHeilige Oorlog[9]
Niet alleen Attica erkende Solon als een wijze, maar door zijn optreden in het conflict tussen Delphi en Cirrha werd zijn roem in heel Hellas verbreid. Het Orakel van Delphi moest door alle Grieken beschermd worden, dus Cirrha, dat de pelgrims last bezorgde, diende bestraft te worden. Solon zou de Amphictionen tot een strafexpeditie hebben aangezet, maar voerde zelf niet het bevel. De latere traditie laat de uitspraken van de Zeven Wijzen in de tempel van Apollo te Delphi beitelen: dit kan een eerbewijs aan Solon zijn.

## Athene van zonde gezuiverd[10]
De archont Megacles had rond 630 v.Chr. een aantal verraders laten vermoorden, hoewel deze asiel hadden gezocht bij de tempel van de stadsgodin Pallas Athena; hun lijken kwamen zelfs op de altaren van de vreeswekkende Eumeniden terecht. Sindsdien golden Megacles en de zijnen als besmet met zonde. De voortdurende oorlogen en de erbarmelijke omstandigheden waarin de boerenbevolking verkeerde brachten een toestand van religieuze overspanning teweeg: men zag overal spoken, priesters lazen gruwelen in de ingewanden der offerdieren. Solon wist gedaan te krijgen dat de Megacleskliek in ballingschap ging, dat de lijken van religieus besmette personen werden opgegraven en buiten de landsgrenzen geworpen. Ten slotte nodigde hij de beroemde Epimenides van Kreta, een expert op het gebied van reinigingsrituelen, uit om een verzoening met de goden tot stand te brengen. Hij slaagde erin de harmonie te herstellen tussen de Atheners en hun goden.

## Crisistijd in Attica[12]
De geestelijke rust was teruggekeerd, maar materieel was Attica in een crisis geraakt. Er waren drie groepen die politieke macht nastreefden: (1) de arme, eenvoudige bergbewoners of Diacriërs, die voor een soort democratie waren, (2) de bewoners van de vlakte of Pediaeën, die liever een aristocratische oligarchie zagen en (3) de kustbewoners of Paralen, die een compromis wensten. De kloof tussen rijk en arm was zo groot geworden, dat hier een kiem voor nieuwe sociale onrust lag en deze situatie riep als het ware om eenhoofdig gezag. Overal in de Griekse wereld nam de vraag naar luxegoederen toe, zodat de waarde van landbouwproducten verminderde. Nu bestond er in Attica een regel dat boeren die niet in staat bleken om als aflossing van hun schulden het zesde deel van hun oogst af te dragen aan hun heer, slaaf werden. Dergelijke zesdedelers (hectemoren) waren dus gedwongen te lenen met het eigen lijf of dat van vrouw en kinderen als onderpand. In het verleden had deze regel kennelijk nooit tot grote problemen geleid, maar nu de rijken om te voldoen aan hun begeerte naar luxeartikelen - dus naar geld - er steeds vaker toe overgingen om schuldslaven naar het buitenland te verkopen, liepen de spanningen onder het machteloze volk op.

## Solon als redder[14]
Op vele plaatsen in de Griekse wereld kon in zo'n situatie tirannie ontstaan: een sterke man, meestal van verarmde adel werpt zich op als redder van het onderdrukte volk. Ook in Attica vormde zich een groep arme boeren op zoek naar een redder. Aan de andere kant probeerden de rijken te redden wat er te redden viel. Solon werd door allen beschouwd als de aangewezen redder uit de nood. Hij werd in 594 v.Chr. (Olympiade 46.3) benoemd tot archont. De rijken stelden vertrouwen in hem omdat hij zelf van adel was, de armen hoopten dat hij een rigoureuze landverdeling zou doorvoeren. Maar Solon bleef onafhankelijk en hoewel de publieke opinie hem naïef noemde, ging hij zijn politieke bevoegdheden niet te buiten.

## Deseisachtheia[16]
Solons eerste maatregel was een verbod op lening met het lijf als onderpand: schuldslaven werden vrijgekocht, indien mogelijk zelfs uit het buitenland. Om de aflossing van bestaande schulden te verlichten schijnt Solon devaluatie van de drachme te hebben toegepast (voorheen gingen er 73 drachmen in één mina, nu gingen er 100 drachmen in één mina), terwijl de schuldbedragen nominaal gelijk bleven. Enkele vertrouwelingen van Solon hebben hem hierbij ernstig in diskrediet gebracht door te profiteren van voorkennis. Vlak voor de devaluatie leenden zij een groot bedrag en kochten hiervoor land, zodat zij nadien ineens 25% terugverdienden. Men herwon echter het vertrouwen in hem toen bleek dat Solon zichzelf door zijn maatregel had benadeeld. Vele stukjes land die met hypotheek bezwaard waren geweest konden nu weer vrijgekocht worden en bebouwd door de vrije kleine boer. Zowel de armen die op een landverdeling hadden gehoopt als de rijken die hun schuldbrieven ontwaard of vernietigd zagen voelden zich tekort gedaan. Door middel van zijn gedichten probeerde Solon zijn beleid te verdedigen. Na verloop van tijd leggen alle partijen zich neer bij de nieuwe regeling.

## Solon als wetgever[20]
Men koos Solon tot wetgever met speciale bevoegdheden. Aangezien we niet weten hoe de Draconische codex uit ca. 621 v.Chr. er precies heeft uitgezien en omdat latere generaties bepaalde wetten aan Solon hebben toegeschreven om hieraan meer autoriteit te verlenen, is het vrijwel onmogelijk om exacte uitspraken te doen over Solons activiteit als wetgever. Het is in elk geval zeker dat de Solonische codex een afgerond geheel vormde, dat alle facetten van het sociale leven reguleerde. De codex werd op draaibare houten rollen gegrift en geplaatst bij het stadhuis, zodat iedereen ze kon raadplegen. Er waren wetten op bestuurlijk terrein, zoals de wet die de bevolking in vier klassen verdeelt die niet erfelijk was bepaald, maar naar bezit. De vier vermogensklassen zijn de Pentakosiomedimnoi, de Hippeis, de Zeugitai en de Thétes.
Ook zorgde Solon voor de reorganisatie van bestuursorganen. De armste bevolkingsgroep werd alleen toegelaten tot de volksvergadering (ekklèsia) en de volksrechtbank (heliaia); vooral in het laatste orgaan lag de kiem voor de latere democratische ontwikkelingen binnen Athene. Solon wilde zijn medeburgers onverantwoordelijk opportunisme afleren door verplicht te stellen dat in een situatie van politieke onrust elke burger verplicht was om de partij te kiezen die men het rechtvaardigste achtte. Er waren zeden- en huwelijkswetten en wetten over legaten. Regels die het rouwmisbaar en de begrafenisriten beperkten zouden door Epimenides zijn aanbevolen. De plicht van ouders om hun kinderen een ambacht te laten leren, was gekoppeld aan de plicht van kinderen om de oude dag van hun ouders te ondersteunen. Vele regels dwongen om rekening met elkaar te houden. Er werden uitvoerbeperkingen ingesteld voor alle landbouwproducten behalve olijfolie. De opbrengst van de Attische bodem moest worden gebruikt om de inwoners van Attica te voeden en niet als ruilmiddel voor luxegoederen. Er was een vreemdelingenbeleid: buitenlanders (metoiken) die een ambacht uitoefenden en met hun hele gezin in Athene kwamen wonen, konden het burgerrecht krijgen. Wanneer we deze regel combineren met de voorgaande, leek Solon hiermee aan te sturen op de stimulering van de export van niet-agrarische producten.
De invoering van de nieuwe codex verliep niet zonder problemen. Vele mensen wendden zich tot Solon met het verzoek om hier en daar iets toe te voegen, te wijzigen of weg te laten, maar hij wilde niet op dergelijke verzoeken ingaan. Men moest nu eerst maar eens proberen onder deze nieuwe wet te leven. Om aan de druk te ontkomen bedacht hij de volgende list: hij maakte bekend dat hij zijn oude beroep van koopman weer wilde uitoefenen en vroeg toestemming om Athene voor een periode van tien jaren te verlaten. Aangezien nu Solon de enige persoon was die de bevoegdheid bezat om wijzigingen in de wet aan te brengen, waren de Atheners hierdoor dus wel verplicht om zich aan de nieuwe wetgeving te gewennen. In feite ging Solon dus vrijwillig in ballingschap.

## Voorbeelden van wetgeving
- Behalve in moordzaken wordt de strafmaat verlicht ten opzichte van de Draconische codex.
- Er wordt een koppeling gemaakt tussen de bestuurlijke - en de vermogensklassen, ofwel Timocratie (de pentekosiomedimnoi, de hippeis, de zeugitai en de thetes).
- Allerlei bestuurlijke organen worden gereorganiseerd of ingesteld. De armste bevolkingsgroep wordt alleen toegelaten tot de volksvergadering en de volksrechtbank. De raad van Areopagus wordt voortaan bemand door oud-archonten en houdt toezicht op de wetten.
- In een situatie van politieke onrust is elke burger verplicht om de partij te kiezen die men het rechtvaardigste acht.
- De huwelijkswetgeving is gericht op het verwekken van kinderen en schrikt gelds- en machtshuwelijken af.
- Het is verboden om kwaad te spreken van de doden.
- Het is toegestaan om bij testament goederen na te laten aan niet-familieleden.
- Regelgeving ten aanzien van kuisheid en veiligheid van vrouwen tijdens de bijzondere religieuze vrouwenfeesten.
- Regels die het rouwmisbaar en de begrafenisriten beperken.
- Op de ouders rust de plicht om de kinderen een ambacht te laten leren; voldoen zij hier niet aan, dan zijn de kinderen ook niet verplicht om de oude dag van hun ouders te ondersteunen.
- De regels inzake overspel zijn strenger voor de vrouw dan voor de man.
- Iedereen moet zijn eigen waterputten graven, maar als men geen water vindt, heeft men het recht de put van zijn buren te gebruiken.
- Allerlei praktische regels worden gegeven die gemeen hebben dat men verplicht is zijn naaste geen overlast te bezorgen (bij het planten van bomen, het graven van greppels, het plaatsen van bijenkorven, overlast van honden enz.).
- Er worden uitvoerbeperkingen ingesteld voor alle landbouwproducten behalve olijfolie op straffe van vervloeking of 100 drachmen boete. De opbrengst van de Attische bodem moet worden gebruikt om de inwoners van Attica te voeden en niet als ruilmiddel voor luxegoederen.
- Buitenlanders (metoiken) die een ambacht uitoefenen en met hun hele gezin in Athene komen wonen, kunnen het burgerrecht krijgen.
- Ten slotte wordt een hervorming van de tijdrekening bij wet vastgelegd, die het verschil tussen maanjaar en zonnejaar moet harmoniëren. Als zeeman moet Solon voldoende astronomische kennis opgedaan hebben om een dergelijke hervorming te kunnen doorvoeren, voorbeelden kan hij aan de Egyptische kalender hebben ontleend en het belang van een kloppende kalender kende hij als koopman, aangezien betalingstermijnen meestal in maanden werden uitgedrukt.

## Solons reizen[22]
Bij Herodotus lezen we bijvoorbeeld over een wet die Solon aan de Egyptenaren zou hebben ontleend. Volgens Plutarchus toog hij eerst naar Egypte en leerde daar veel van de priesters. Uit het geheel aan Egypte gewijde tweede boek van Herodotus' Historiën blijkt wel dat de priesters (of waren het eerder tour leaders?) de Grieken heel wat op de mouw konden spelden. Volgens Plato zou Solon in Egypte de legende van Atlantis hebben gehoord, dat in de annalen der Egyptenaren stond opgetekend. Plutarchus neemt dit over en weet zelfs de namen te noemen van de priesters die Solon gesproken heeft. Daarna voer hij naar Cyprus, waar hij vriendschap sluit met de tiran Philocyprus die de macht heeft in Aipeia, een rotsstadje. Solon zou hem geadviseerd hebben om zijn stad naar een gunstiger plaats te verhuizen, hetgeen ook inderdaad geschiedde. Hij zou hebben geholpen met de opbouw van de nieuwe stad en zelfs een bijdrage hebben geleverd aan de wetgeving, hetgeen niet onwaarschijnlijk is voor iemand met zijn ervaring. De nieuwe stad trok vele bewoners en floreerde. Als teken van dank werd zij Soli genoemd afgeleid van de naam Solon. Het verblijf op Cyprus zou vele jaren geduurd kunnen hebben als men in aanmerking neemt wat hier allemaal gebeurd is. Tevens is zijn verblijf op Cyprus een illustratie van zijn wijs inzicht en organisatietalent, typisch voor de verhalen die met de Zeven Wijzen worden geassocieerd. Vervolgens reisde hij naar de Lydische hoofdstad Sardes, waar hij een ontmoeting zou hebben gehad met koning Croesus. Plutarchus kende de tijdrekenkundige problemen die aan deze legende kleven, "maar", schrijft hij, "ik neem haar als waar aan omdat zij zo goed overeenstemt met het edel karakter van mijn held."

## De opkomst van Pisistratus[28]
Tijdens Solons afwezigheid waren de oude Attische partijtegenstellingen weer verscherpt. De groep van de vlakte werd aangevoerd door Lycurgus, die van de kust door Megacles, de zoon van Alcmaeon en die van de bergen door Pisistratus. Bij de laatste sloten zich de meeste leden van de armste vermogensklasse aan, misschien omdat men Pisistratus met Solon verbond vanwege de familiebanden en eerdere samenwerking tussen beiden. Zo was de situatie toen Solon ca. 575 v.Chr. in Athene terugkeerde. Hij was nu een oude man geworden en probeerde de politiek van achter de schermen te beïnvloeden. Vooral Pisistratus schijnt naar hem geluisterd te hebben, maar was uit op de alleenheerschappij, die hij door de volgende list verkreeg. Op een dag bracht hij zichzelf een wond toe en liet zich vervolgens naar de markt brengen. Daar riep hij tot het verzamelde volk dat hij door leden van de andere partijen was gemolesteerd, hetgeen verontwaardiging opriep. Solon doorzag het bedrog en trachtte het volk hiervoor te waarschuwen, maar het wilde niet luisteren en gaf aan Pisistratus een gewapende lijfwacht van 50 man. Stilaan werd deze lijfwacht uitgebreid tot hij met deze macht de acropolis kon innemen. De Alcmaeoniden ontvluchtten de stad. De enige die zich openlijk verzette tegen de tirannie was Solon, die in zijn gedichten zijn medeburgers beschimpt. Pisistratus echter trekt zich weinig van de oude staatsman aan, want hij heeft van niemand wat te duchten: de nieuwe wetgeving tast hij niet aan en zelfs verschijnt hij een keer vrijwillig voor het gerecht om zich te verantwoorden, maar de aanklager is te laf om te verschijnen. In sommige gevallen zou de tiran Solon om raad hebben gevraagd.

## Solons ouderdom en dood[30]
In andere bronnen is sprake van een breuk tussen Solon en Pisistratus. De oude wetgever gaat voor de tweede keer vrijwillig in ballingschap, ditmaal omdat hij niet zou willen leven in een stad die wordt bestuurd door een tiran. In die traditie komt Solon dan als de held van vrijheid en democratie naar voren. Bij Plutarchus lezen we een ander verhaal. De grijsaard bemoeit zich niet meer met politiek, maar geeft zich over aan zang, wijn en liefde. Het verhaal over Atlantis had hij willen uitwerken, maar het blijft liggen omdat hij er de energie niet meer voor heeft. Op deze manier zou Solon nog geruime tijd onder Pisistratus' tirannie geleefd hebben. Het is moeilijk om uit te maken welke rol Solon heeft gespeeld aan het einde van zijn leven. Volgens een andere overlevering is zijn kaars in stilte uitgebrand: de oude liefhebberde nog wat in de poëzie, maar tot meer kwam hij niet. De citaten uit verzen met Wein, Weib und Gesang zeggen natuurlijk weinig, want deze behoren bij het elegische genre (vergelijk Mimnermus) en kunnen bovendien jeugdwerk zijn. Misschien hebben Pisistratus en Solon na de vestiging van de tirannie ooit samengewerkt.

## De cultuurpolitiek van Pisistratus en Solon
Uit de levensbeschrijving van Solon door Plutarchus weten we dat beide mannen nauw met elkaar verbonden waren, niet alleen door familiebanden, maar ook door een homofiele relatie die ervoor verantwoordelijk was dat zij later, toen Pisistratus de politieke macht had gegrepen, niet onverzoenlijk tegenover elkaar stonden. Door een succesrijke militaire expeditie die zij samen tegen Salamis hadden gevoerd wisten zij wat ze aan elkaar hadden. Nadat Pisistratus tiran was geworden, heeft Solon zich niet tegen hem verzet; zijn wetgeving werd als bestuurlijke basis genomen en de tiran vroeg de wijze grijsaard om advies. Pisistratus was steeds de leider geweest van de grootste groep van Attica, de arme boeren en dagloners, juist de mensen voor wie Solon de meeste verlichting had gebracht. In de onrustige periode na Solons terugkeer van de tienjarige afwezigheid, leek er een soort politieke toenadering tussen beiden plaats te vinden. Al deze omstandigheden lijken er op te duiden, dat Pisistratus en Solon ook na de vestiging van de tirannie nauw hebben samengewerkt. Zelfs de wijze waarop Pisistratus aan de macht is gekomen, de toneelvoorstelling voor het volk, doet denken aan de odysseïsche sluwheid van Solon, die verkleed als waanzinnige heraut met zijn elegie Salamis de menigte opzweept. Een tiran als Periander - die ook tot de Zeven Wijzen werd gerekend - wist zijn gezag te versterken door jaarlijks volksfeesten te organiseren. Clisthenes van Sicyon hield er een dergelijke politiek op na. Samen met Pisistratus laat Solon de eenvoudige boerenbevolking zich uitleven in heerlijke religieuze festivals, georganiseerd en gefinancierd door de staat: de Panathenaea, de Dionysia.

### Epos
We weten dat Pisistratus tijdens de Panathenaea wedstrijden liet houden tussen rapsoden in het voordragen uit Homerus. Men neemt meestal aan dat de tekst voor dit doel schriftelijk werd vastgelegd. Een soort epische codificatie dus. Hesiodus zou eens op Euboea tijdens een rapsodenwedstrijd een drievoet hebben gewonnen en de legende spreekt zelfs van een duel tussen Hesiodus en Homerus, maar in die tijd - laten we zeggen 8e eeuw - zal de Homerustekst nog gefluctueerd hebben. Nu kwam in de biografie van Solon tijdens de nasleep van de affaire Salamis reeds de vervalsing van de Homerustekst ter sprake. Kennelijk bevond zich rond 600 v.Chr. in Attica de meest gezaghebbende tekst van de epen. Mogelijk heeft Solon de tekst bij een van zijn handelsreizen naar Attica gebracht. Solon zal vroeger vooral met de Ionische steden in Klein-Azië contact hebben gezocht. Immers, Attica en deze steden waren "broeders van de Ionische stam". In Klein-Azië bloeide ook de elegische poëzie, daar stond de wieg van Homerus zodat het niet onaannemelijk is dat in die contreien de literaire snaar bij Solon is gaan trillen. De door oosterse weelde en wetenschap verlichte Ioniërs in Klein-Azië waren uitgekeken op Homerus, zodat hun broeders van dezelfde stam in Attica, de conservatieve tak als het ware, dragers konden worden van de eeuwenlange epische traditie. Er is een passage bij Diogenes Laërtius die het waarschijnlijk maakt dat Solon betrokken is geweest bij het organiseren van de rapsodenwedstrijd tijdens de Panathenaea. Daar is sprake van Solons voorschrift om bij het citeren van Homerus een vaste volgorde aan te houden: waar de ene rapsode eindigt, daar dient de volgende verder te gaan, zodat het publiek een aaneengesloten passage te horen krijgt.

### Tragedie
De dithyramben, liederen die zongen van Dionysus' lijden, macht en zegen ontwikkelden zich tot wat we nu als tragedie kennen. Het is significant dat de legendarische Thespis, die als eerste tragicus wordt vermeld, in een aantal bronnen met Solon wordt geassocieerd. We lezen hier dat vlak voordat Athene onder een tiran kwam, Thespis met zijn tragedies was begonnen, die door hun nieuwigheid vele mensen aanlokte, onder wie Solon zelf. Thespis zelf speelde in zijn eigen stuk mee (mogelijk als koorleider). Uit Plutarchus blijkt dat Solon zich goed bewust was van de macht van het theater als propagandamiddel. Er zijn verrassende overeenkomsten in thematiek tussen de Attische tragedie en de gedichten van Solon.

## Besluit
De klassieke tijd maakte zelfs van Theseus een held van de democratie, dus kon ook trots zijn op de wetgever Solon als bestrijder van de tirannie. Een van de Zeven Wijzen was een Athener geweest die tegenover de despotische koning van Lydië had gestaan: zo'n man kan als voorbeeld worden gebruikt bij de opvoeding. Maar na de Perzische Oorlogen past de confrontatie tussen Solon en Croesus verdacht mooi in de tegenstelling vrijheidsverlangen en slaafse onderdanigheid. Misschien heeft ook bij Plato, die van moederszijde familie van Solon was, onze held vaak voor de geest gestaan. Want ook Plato was een dichter, niet alleen in zijn dialogen, maar als jongeman; ook hij was een wijsheidszoeker en heeft zijn levenlang geworsteld met de vraag hoe men de beste polis kon realiseren; ten slotte heeft Plato de legende van Atlantis - de mythe van een staatkundig volmaakt oer-Athene - afgebroken om zijn laatste en langste werk te scheppen: de Wetten.
- Bibsys: 90411341
- Biblioteca Nacional de España: XX1443848
- Bibliothèque nationale de France: cb13091860r (data)
- Catàleg d'autoritats de noms i títols de Catalunya: 981058512278606706
- CiNii: DA0292205X
- Gemeinsame Normdatei: 118615394
- International Standard Name Identifier: 0000 0001 1161 5631
- Library of Congress Control Number: n79110932
- Nationale Bibliotheek van Tsjechië: jn20000701672
- Nationale Bibliotheek van Israël: 987007268487205171
- Nederlandse Thesaurus van Auteursnamen: 069958351
- Réseau des bibliothèques de Suisse occidentale: 02-A000153724
- Istituto Centrale per il Catalogo Unico: BVEV028737
- LIBRIS: 255059
- Système universitaire de documentation: 028829832
- Union List of Artist Names: 500354818
- Virtual International Authority File: 14908273
- WorldCat: E39PCjvWjj3VPGkvwjfJc6Q4Rq